# Schadefähre
Schadefähre ist eine unbewohnte deutsche Insel zwischen der Insel Usedom und dem Festland.
Sie gehört zur Gemeinde Bargischow im Landkreis Vorpommern-Greifswald in Mecklenburg-Vorpommern und liegt zwischen den Städten Anklam und Usedom im Mündungsbereich der Peene in den Peenestrom.
Die sehr flache und sumpfige Insel besteht hauptsächlich aus Ablagerungen der Peene, von der sie mit ihren beiden Mündungsarmen umflossen wird. Seit 1979 ist die gut einen Quadratkilometer große Insel Teil des Naturschutzgebiets Unteres Peenetal (Peenetalmoor) und kann daher grundsätzlich nicht betreten werden. Außerdem gehört sie zum „Vogelschutzgebiet Peenetal vom Kummerower See bis Schadefähre“.